# Pasaporte búlgaro

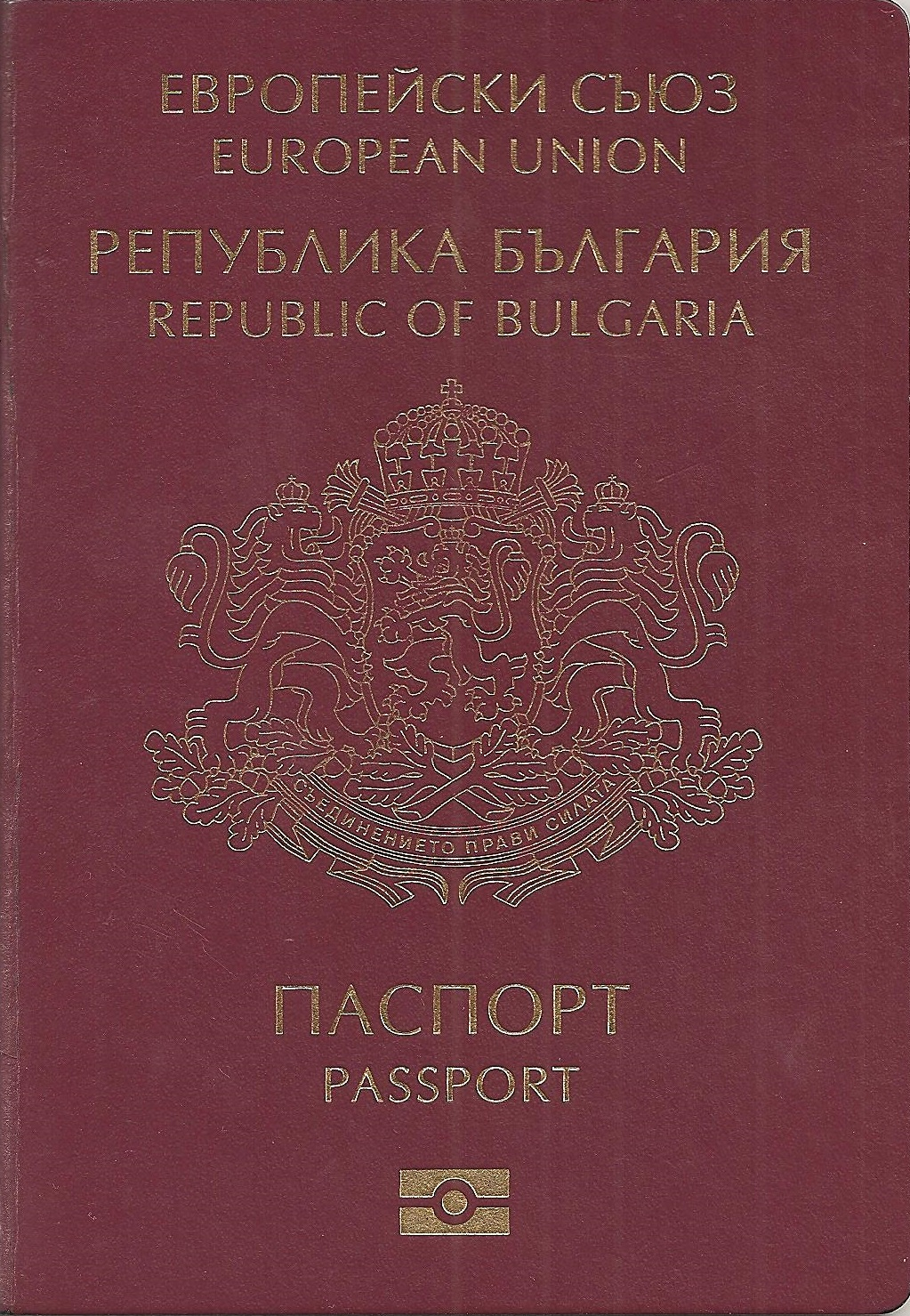
Portada de un pasaporte biométrico búlgaro.

El Pasaporte búlgaro (en búlgaro: Български паспорт) es un documento de viaje e identidad que se expide a los ciudadanos que sean nacionales de Bulgaria, y les permite viajar al extranjero. La autoridad responsable de expedir es el Ministerio del Interior.

## Visados
En 2018, los búlgaros tenían acceso sin visa o con visa a la llegada a 156 estados y territorios, lo que sitúa al pasaporte búlgaro en la 20.ª posición.

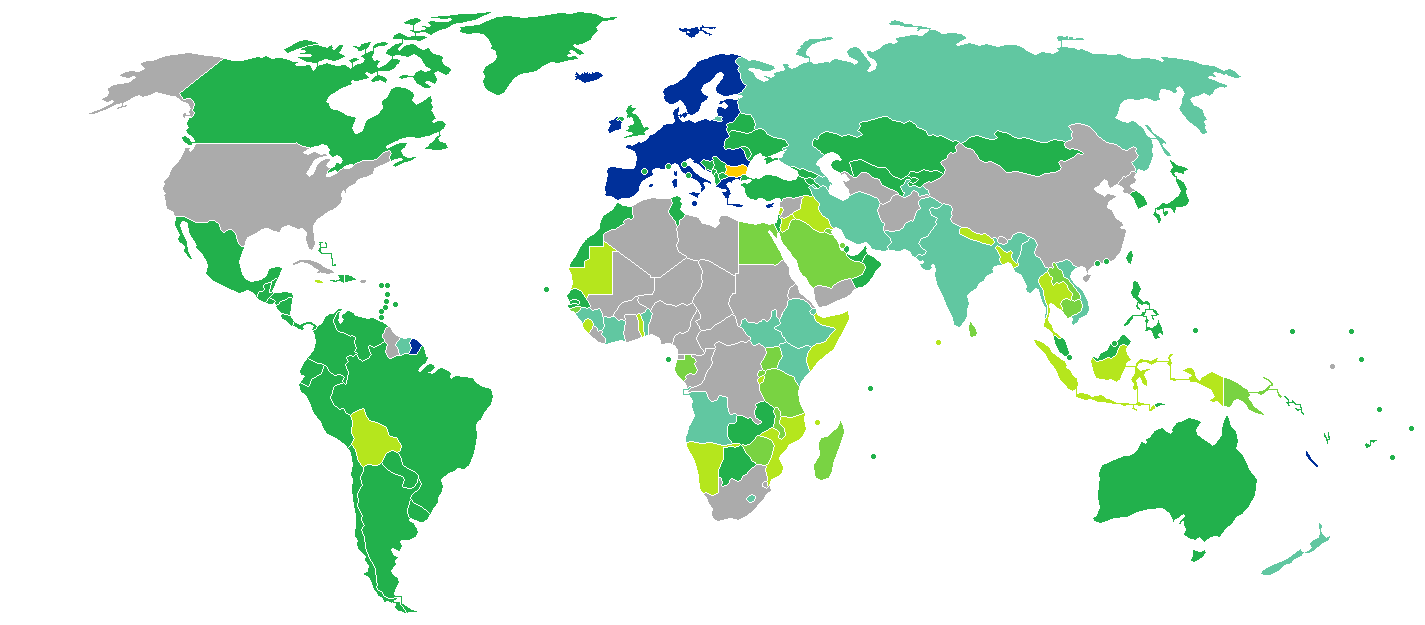
Bulgaria
Libre movimiento (Espacio Schengen)
No requiere visa
Visa a la llegada
eVisa
Visa disponible tanto a la llegada como en línea
Se requiere visa antes de la llegada